# خوان کلی
خوان کلی (انگلیسی: Juan Cilley; ۲۲ فوریهٔ ۱۸۹۸ – ۲۵ فوریهٔ ۱۹۵۴) بازیکن فوتبال اهل آرژانتین بود.
از باشگاه‌هایی که در آن بازی کرده‌است می‌توان به باشگاه فوتبال استودیانتس اشاره کرد.
وی همچنین در تیم ملی فوتبال آرژانتین بازی کرده‌است.